# 本傑明島
本哈明島（Isla Benjamín）是智利的島嶼，屬於喬諾斯群島的一部分，由伊瓦涅斯將軍艾森大區負責管轄，島嶼長23英里、寬10英里，面積618平方公里，是智利第22大島嶼，島上最高點海拔923米。
45°7′S 74°16′W / 45.117°S 74.267°W